# Christian Wendt (Historiker)
Christian Wendt (* 1976 in Berlin) ist ein deutscher Althistoriker.

## Leben
Wendt studierte Geschichte, Jura und Journalismus und wurde 2006 an der FU Berlin bei Ernst Baltrusch mit einer Arbeit über die römische Außenpolitik promoviert. Seit 2009 leitete er das Forschungsprojekt Die (Ohn-) Macht des Stärkeren. Thukydides und die interpolitische Ordnung am Friedrich-Meinecke-Institut der FU Berlin. Von 2013 bis 2018 war er Juniorprofessor für Alte Geschichte an der FU Berlin; seit dem Sommersemester 2018 lehrt er als W2-Professor für Alte Geschichte an der Ruhr-Universität Bochum.
Wendts Forschung konzentriert sich auf das antike Völkerrecht, Außenpolitik, Verfassungsfragen und Geschichtsschreibung, insbesondere Thukydides.

## Schriften (Auswahl)

### Monographie
- Sine fine. Die Entwicklung der römischen Außenpolitik von der späten Republik bis in den frühen Prinzipat (= Studien zur alten Geschichte. Band 9). Verlag Antike, Berlin 2008, ISBN 978-3-938032-24-4 (zugleich Dissertation, FU Berlin 2006).

### Als Herausgeber
- mit Ernst Baltrusch: Ein Besitz für immer? Geschichte, Polis und Völkerrecht bei Thukydides (= Staatsverständnisse. Band 41). Nomos-Verlag, Baden-Baden 2011, ISBN 3-8329-5394-9.
- mit Ernst Baltrusch, Morten Hegewisch, Michael Meyer und Uwe Puschner: 2000 Jahre Varusschlacht. Geschichte – Archäologie – Legenden (= Topoi. Band 7). De Gruyter, Berlin 2012, ISBN 978-3-11-028250-4.
- mit Christian R. Thauer: Thucydides and political order. Lessons of governance and the history of the Peloponnesian War. Palgrave Macmillan, New York 2016, ISBN 978-1-137-52774-5.
- mit Monika Schuol und Julia Wilker: Exempla imitanda. Mit der Vergangenheit die Gegenwart bewältigen? Festschrift für Ernst Baltrusch zum 60. Geburtstag. Vandenhoeck & Ruprecht, Göttingen/Bristol 2016, ISBN 3-525-25323-0.
- mit Ernst Baltrusch: Der Erste. Augustus und der Beginn einer neuen Epoche (= Zaberns Bildbände zur Archäologie. Sonderbände der Antiken Welt). Philipp von Zabern, Darmstadt 2016, ISBN 978-3-8053-5033-4.
- mit Ernst Baltrusch und Hans Kopp: Seemacht, Seeherrschaft und die Antike (= Historia Einzelschriften. Band 244). Franz Steiner, Stuttgart 2016, ISBN 978-3-515-11431-8.
- mit Hans Kopp: Thalassokratographie. Rezeption und Transformation antiker Seeherrschaft (= Transformationen der Antike. Band 52). De Gruyter, Berlin 2018, ISBN 978-3-11-056889-9.
- mit Laura Kersten: Rector Maris. Sextus Pompeius und das Meer (= Antiquitas I. Band 74). Habelt, Bonn 2020.